# بولسین (ساپونه)
بولسین شهری در شهرستان ساپونه در استان بازگا در بورکینافاسوی مرکزی است و جمعیت آن ۵۴۱ نفر است.